# Yarlung Tsangpo
Sông Yarlung Tsangpo, còn được phiên âm là Yarlung Zangbo (Chữ Tạng: ཡར་ ཀླུངས་ གཙང་, Wylie: yar kLungs gTsang po, ZYPY: Yarlung Zangbo) hay Nhã Lỗ Tạng Bố (Chữ Hán giản thể:雅鲁藏布江, Chữ Hán phồn thể: 雅魯藏布江, Bính âm Hán Ngữ: Yǎlǔ Zàngbù Jiāng), là con sông dài nhất trong Khu tự trị Tây Tạng, Trung Quốc. 
Nó thực chất là tên gọi khác của sông Brahmaputra trước khi chảy vào bang Arunachal Pradesh. Bắt nguồn từ sông băng Angsi ở phía tây Tây Tạng, phía đông nam của núi Kailash và hồ Manasarovar, sau đó nó chảy qua thung lũng Nam Tây Tạng và hẻm núi Yarlung Tsangpo trước khi chảy vào bang Arunachal Pradesh, Ấn Độ.
Khi nó chảy vào bang Arunachal Pradesh thì sông Yarlung Tsangpo trở nên rộng hơn và được gọi là sông Siang. Sau khi đến bang Assam thì dòng sông được gọi là Brahmaputra. Từ Assam, dòng sông chảy vào Bangladesh ở Ramnabazar. Cũng ở nơi đó 200 năm trước, sông Yarlung Tsangpo đã từng chảy về phía đông và nhập vào sông Meghna. Hiện tại, con sông này chảy về phía nam và nhập vào sông Hằng (ở Bangladesh sông Hằng được gọi là sông Padma).

Yarlung Tsangpo đoạn từ huyện Khúc Thủy tới huyện Sơn Nam (Tây Tạng)
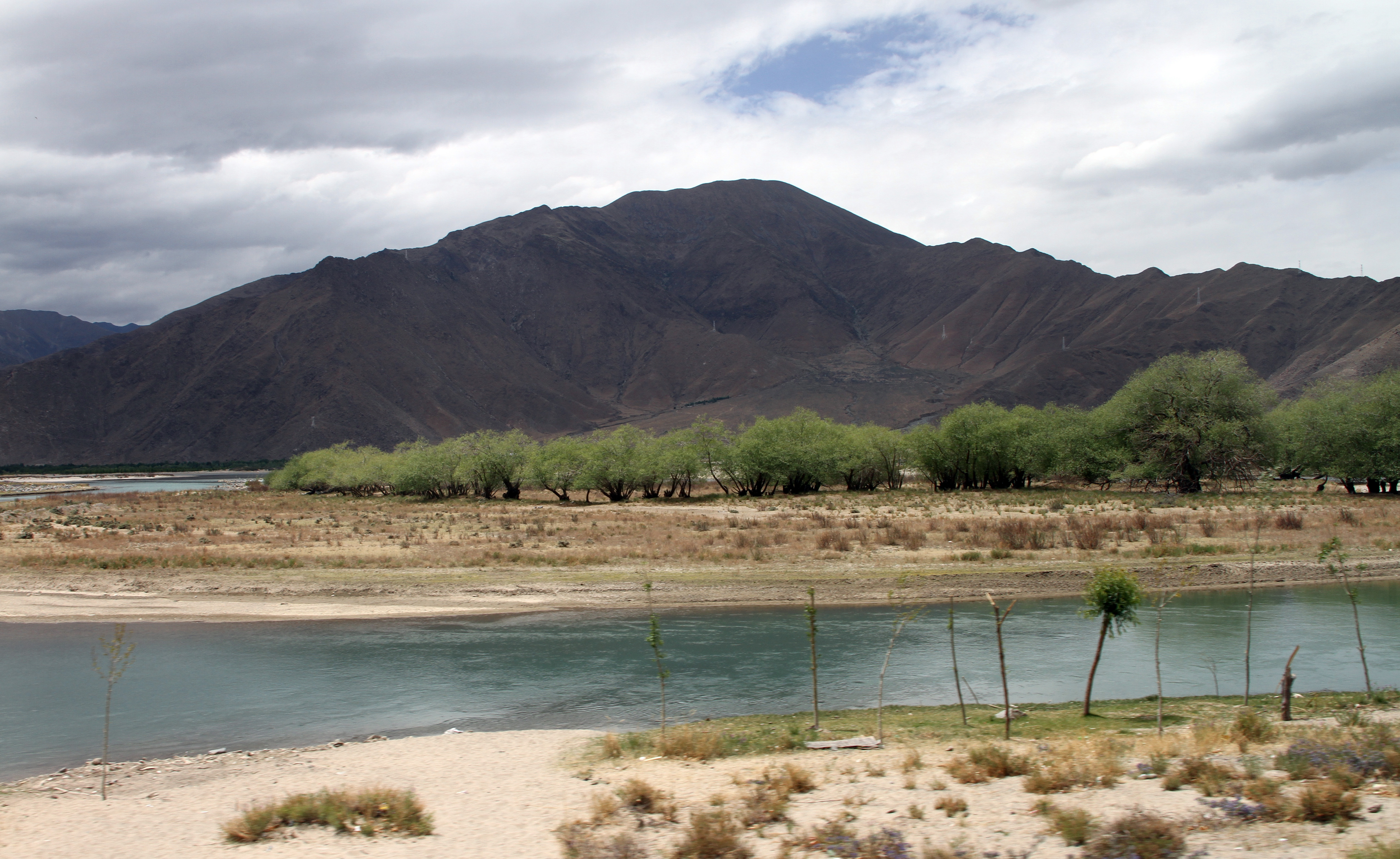
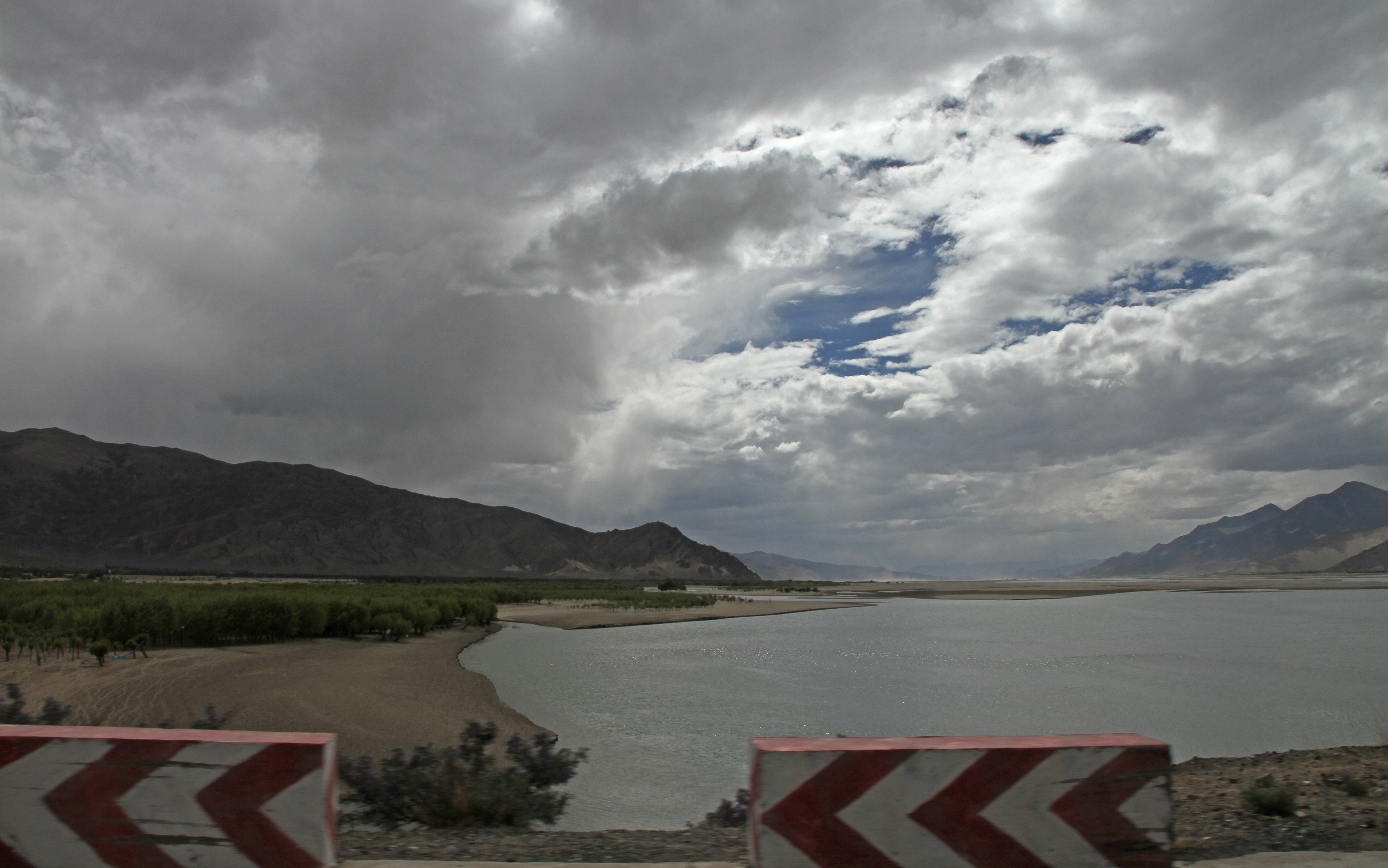
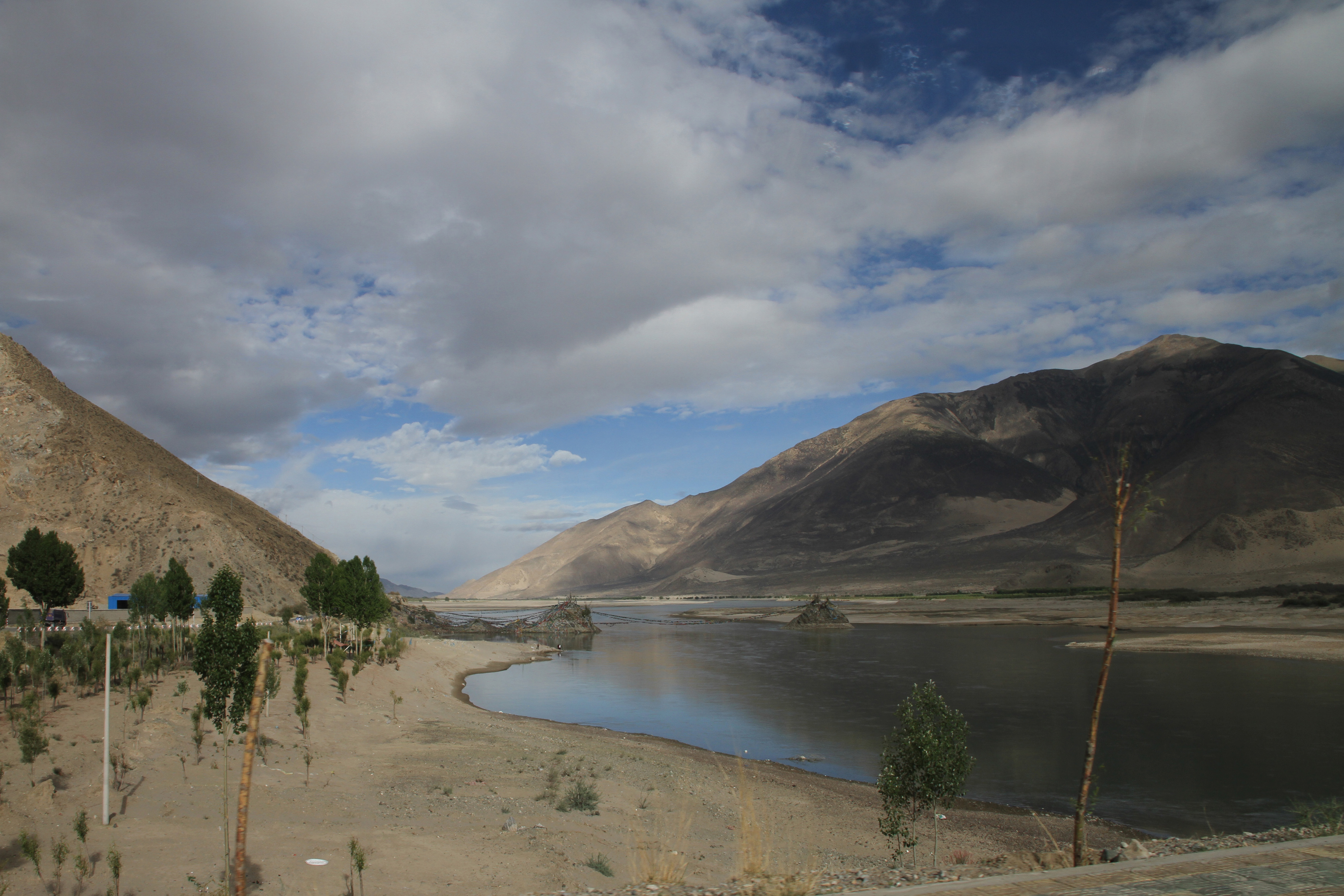
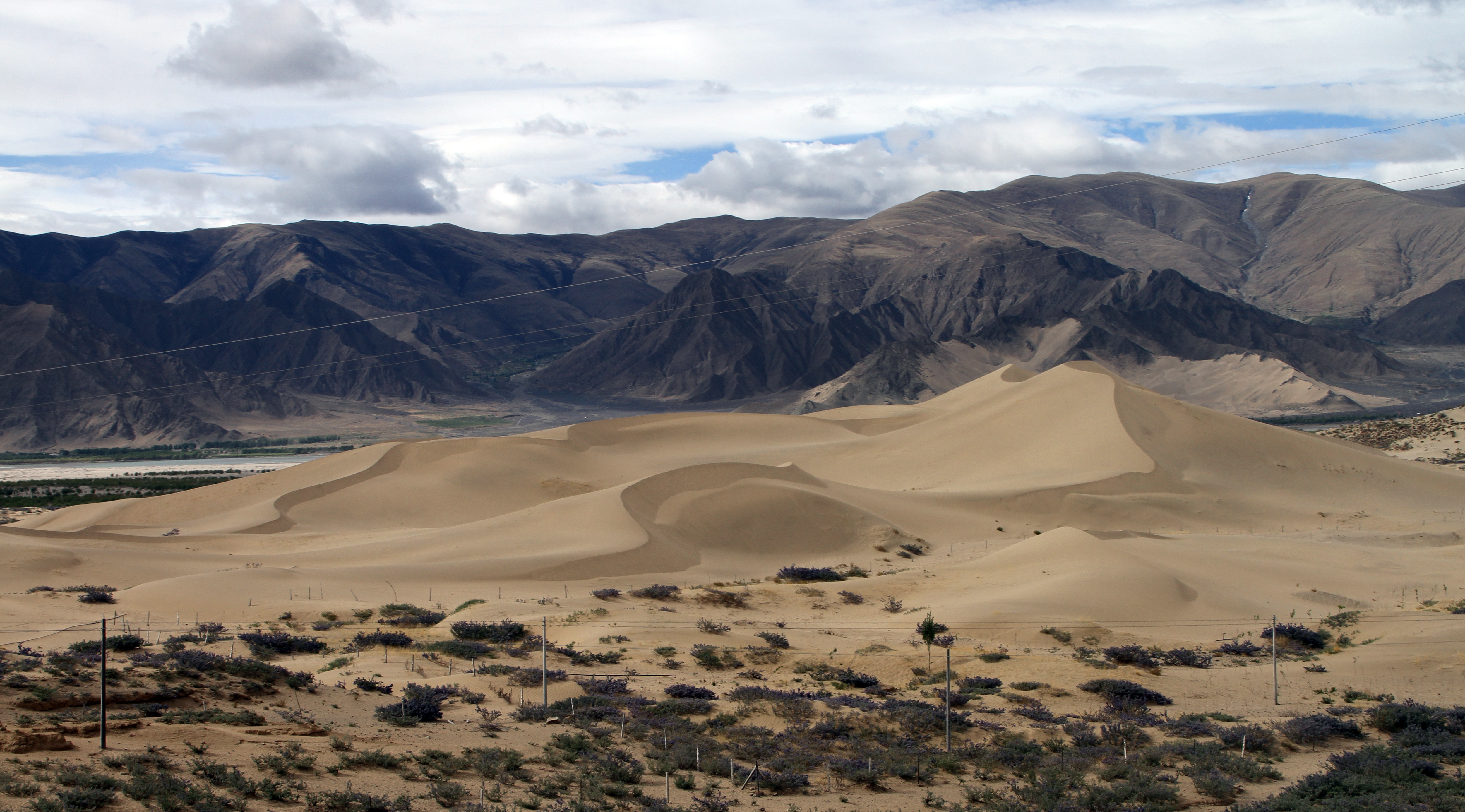
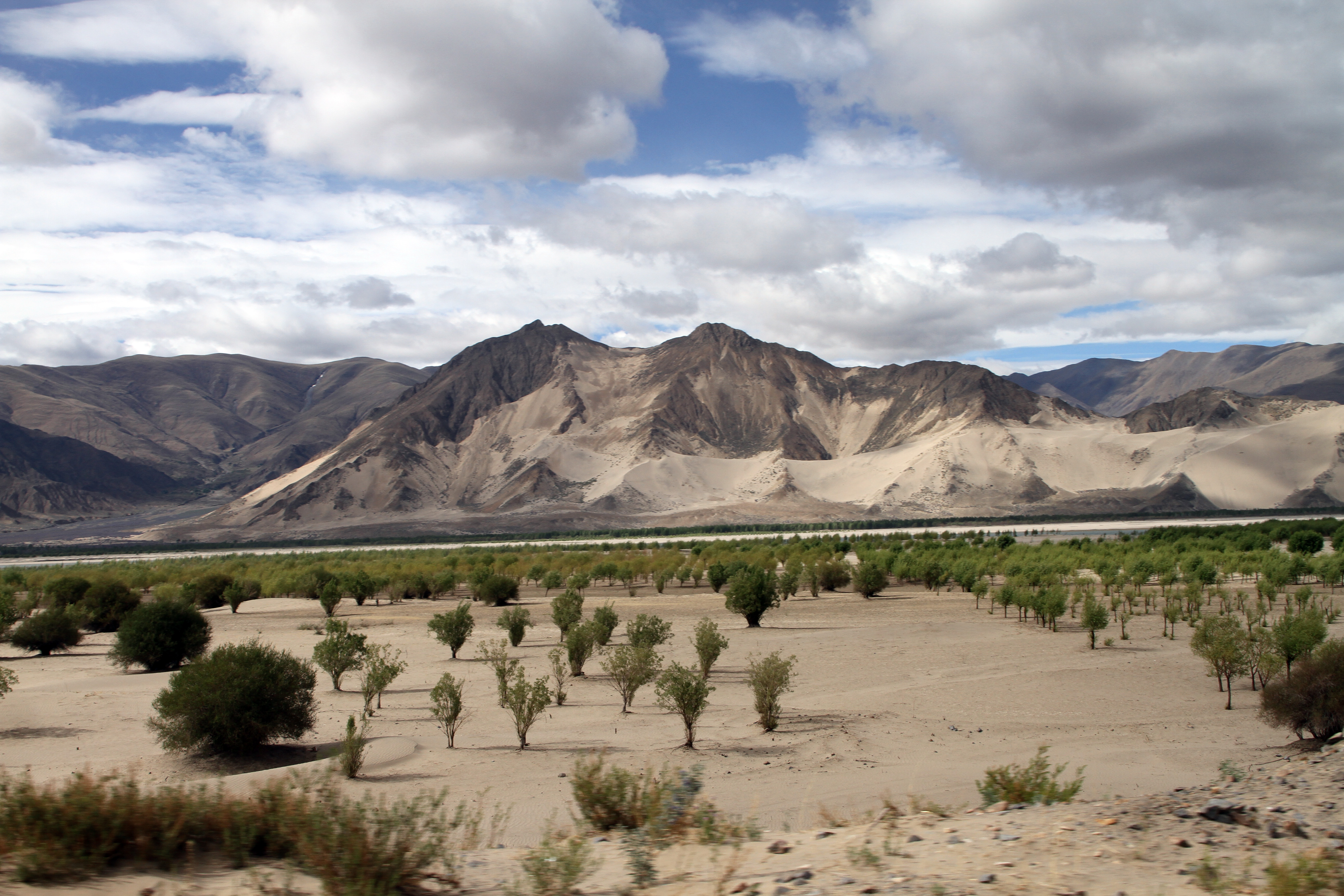

Yarlung Tsangpo, đoạn chảy qua Sơn Nam
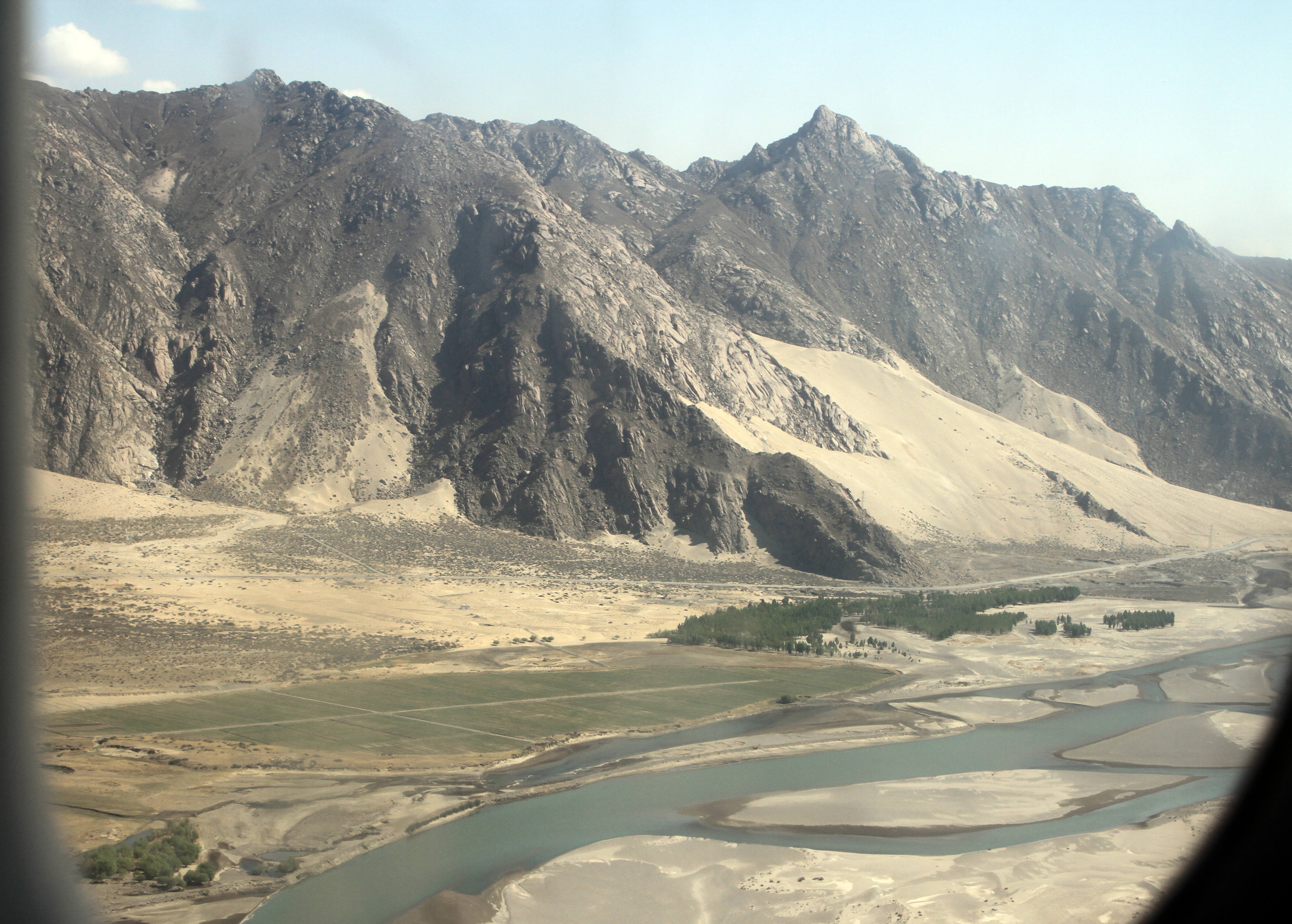
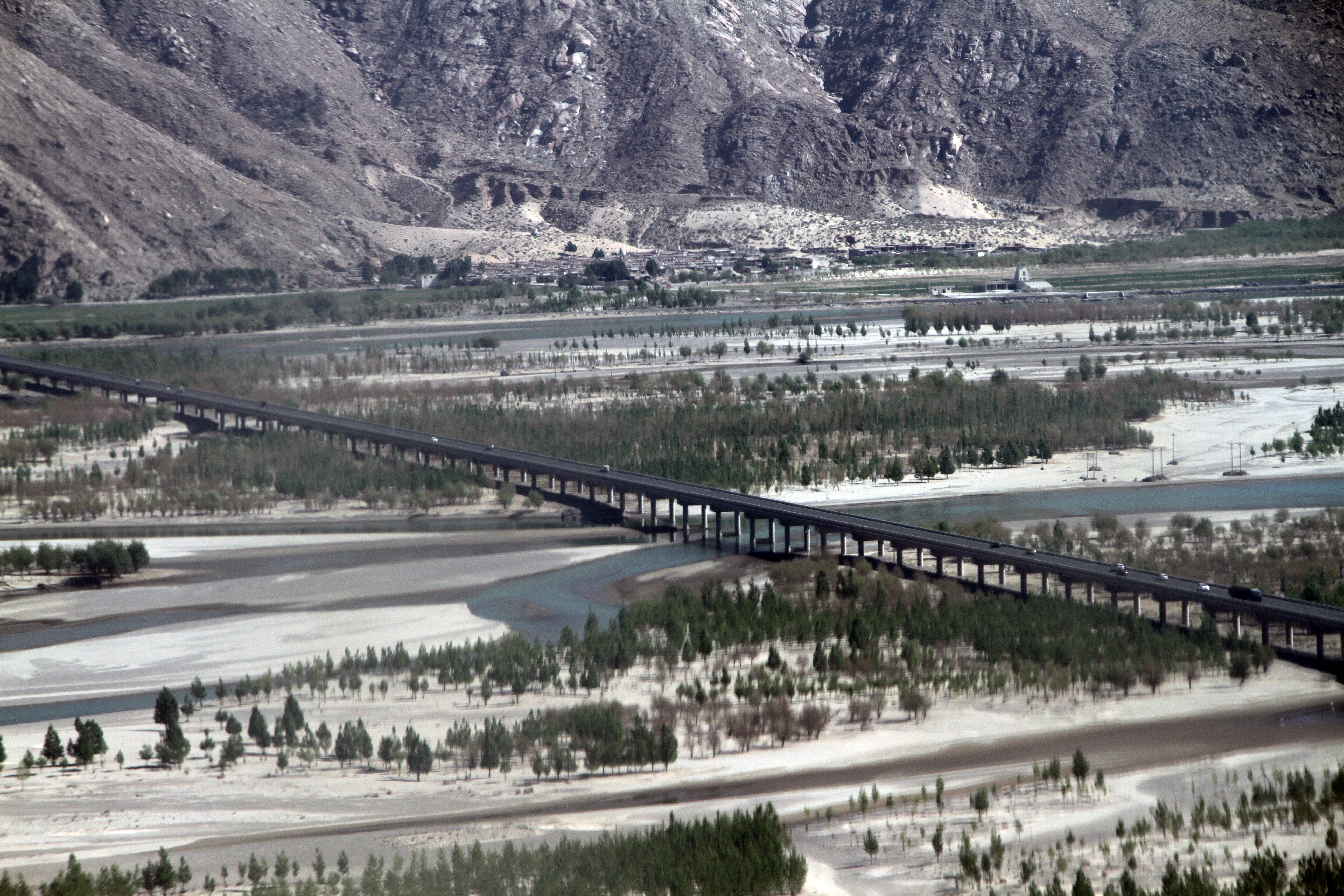
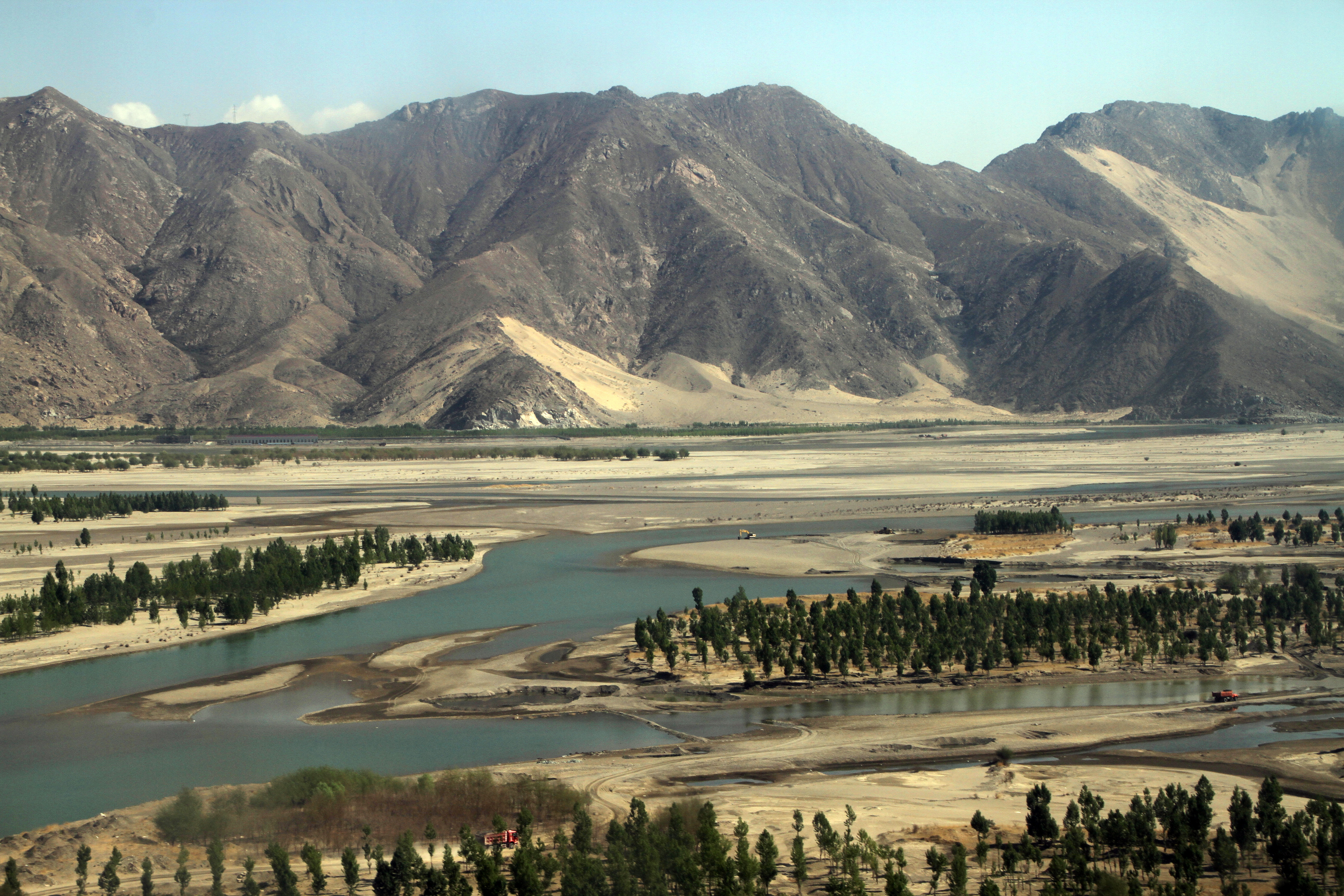
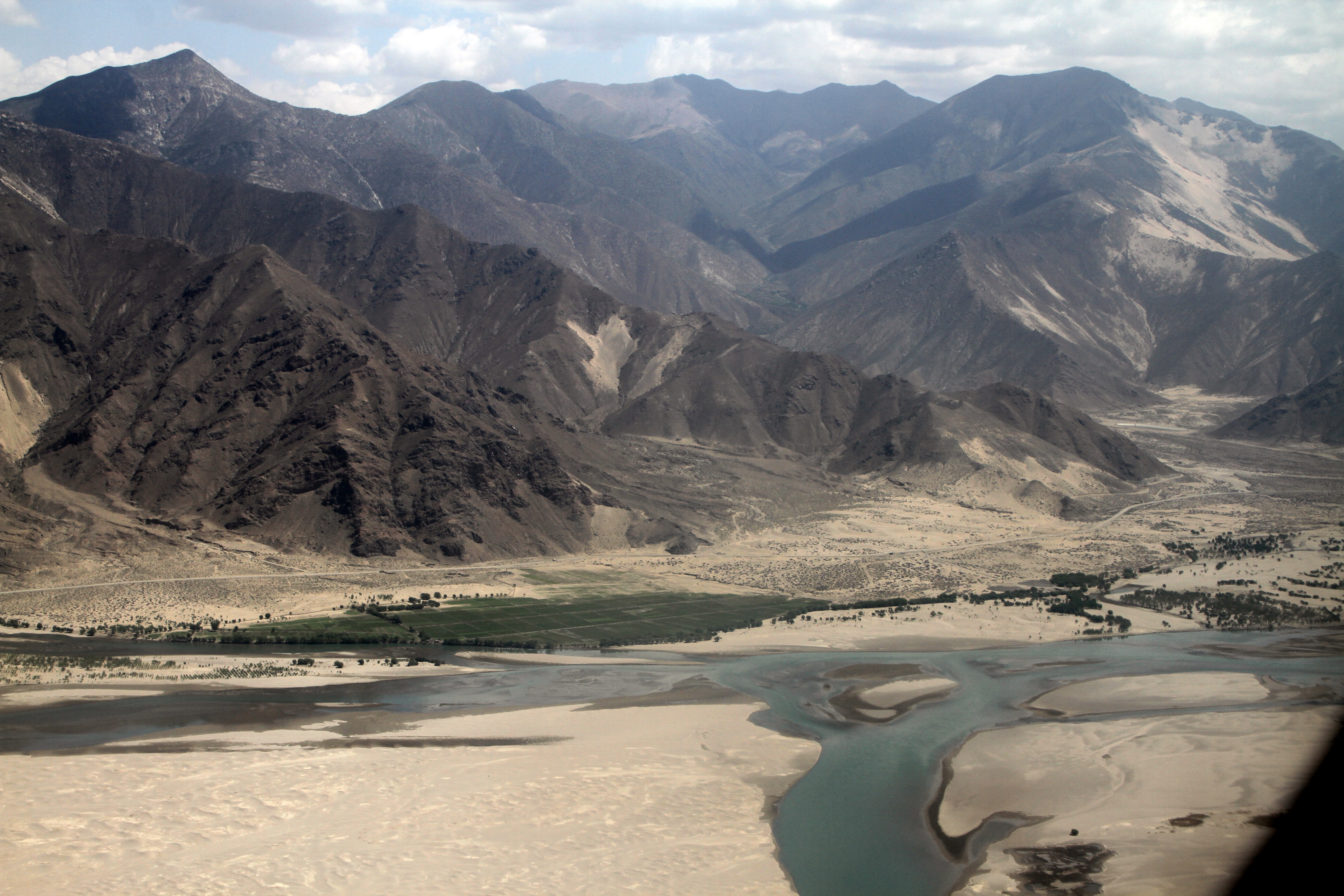